# Pierre et Marie Curie (Métro Paris)
Pierre et Marie Curie [pjɛʁ e maʁi kyʁi] ist eine unterirdische Station der Linie 7 der Pariser Métro. Sie befindet sich im Pariser Vorort Ivry-sur-Seine unterhalb der Avenue Maurice Thorez. Die Station ist nach den französischen Physikern Pierre und Marie Curie benannt.
Die Station wurde am 1. Mai 1946 in Betrieb genommen, als der Abschnitt der Linie 7 von der Station Porte d’Ivry bis zur Station Mairie d’Ivry eröffnet wurde. Bis zum 31. Januar 2007 hatte die Station den Namen „Pierre Curie“.